# Modelo padrão estendido
O Modelo Padrão Estendido (SME - do inglês Standard Model Extension) é uma teoria de campo efetiva que contém o modelo padrão, a Relatividade Geral, e todos os operadores possíveis que quebram a simetria de Lorentz.z

## Desenvolvimento
Em 1989, Alan Kostelecký e Stuart Samuel mostraram que há interações presentes em teorias de cordas que podem levar à quebra espontânea da simetria de Lorentz.
Estudos posteriores indicaram que a gravidade quântica em loop, as teorias não-comutativas do campo, cenários de mundo-brana e modelos de dinâmica aleatória também envolvem a quebra da simetria de Lorentz.
O interesse na violação da simetria de Lorentz tem crescido rapidamente nas últimas décadas, porque poderia constituir uma forma de testar entre as teorias candidatas para a gravitação quântica. No início dos anos 90, mostrou-se nos contextos da teoria de cordas bosónicas e da teoria de supercordas que as interações entre cordas também podem quebrar espontaneamente a simetria-CPT. Este trabalho
sugeriu que as experiências de interferometria de kaões na pesquisa de possíveis sinais da violação de CPT seriam bastante promissores, devido à elevada sensibilidade deste tipo de experiências.
O SME foi concebido para facilitar as investigações experimentais das simetrias de Lorentz e de CPT, dada a motivação teórica para as violações dessas simetrias. Um passo inicial, em 1995, foi a introdução de interações efetivas.
Embora as interações que quebram a simetria de Lorentz sejam motivadas por estruturas como a teoria de cordas, a ação efetiva de baixa energia que surge no SME é independente da teoria subjacente. Cada termo na teoria efetiva envolve o valor de expectação de um campo tensorial na teoria subjacente. Estes coeficientes são suprimidos pela escala de Planck e, em princípio, são mensuraveis experimentalmente. O primeiro caso considerado tratava de um sistema de mistura de mesões neutros, porque a sua natureza interferométrica torna-os particularmente sensíveis.
Em 1997 e 1998, dois trabalhos de Don Colladay e Alan Kostelecký constituiram a base inicial SME mínimo no espaço-tempo plano. Isso proporcionou um quadro teórico para violações da simetria de Lorentz em todo o espectro do Modelo Padrão de partículas, e forneceu informações sobre os tipos de sinais possíveis em novas pesquisas experimentais. Em 2004, os termos dominantes com violação da simetria de Lorentz no espaço-tempo curvo foram publicados, completando assim o quadro do SME mínimo. Em 1999, Sidney Coleman e Sheldon Glashow apresentaram um limite especial isotrópico do SME.
Termos de ordem superior têm sido estudados em vários contextos, incluindo a eletrodinâmica.

## As transformações de Lorentz: observadorversuspartícula
Qualquer violação de Lorentz implica diferenças (mensuraveis) entre dois sistemas que diferem apenas por transformação de Lorentz da partícula. A distinção entre as transformações da partícula e do observador é essencial para a compreensão da violação de Lorentz na Física.
Na relatividade restrita, as transformações de Lorentz do observador relacionam as medições feitas em referenciais que têm diferentes velocidades e orientações. As coordenadas num referencial estão relacionadas com as de um outro referencial por uma transformação de Lorentz do observador - uma rotação, um boost, ou uma combinação de ambos. Ambos os observadores concordam sobre as leis da física, uma vez que esta transformação é simplesmente um mudança de coordenadas. Por outro lado, experiências idênticas podem ser “rodadas” uma em relação à outra, sendo estudadas pelo mesmo observador inercial. Essas transformações são chamadas de transformações de partículas, porque a matéria e os campos da experiência são fisicamente transformados para uma nova configuração.
Num vácuo convencional, as transformações do observador e da partícula podem ser relacionadas entre si numa maneira simples, uma vez que uma é a transformação inversa da outra. Esta equivalência aparente é geralmente expressa usando a terminologia de transformações ativa e passiva. No entanto, a equivalência deixa de ser válida em teorias que violam a simetria de Lorentz porque os campos externos fixos são a fonte da quebra de simetria. Estes campos externos são quantidades tensoriais que criam direções preferenciais no espaço-tempo. Os campos estendem-se por todo o espaço-tempo e são essencialmente congelados. Quando uma experiência sensível a um dos campos externos é rodada, ou seja, é sujeita a uma transformação de partícula, os campos externos mantêm-se inalterados e efeitos mensuraveis são possíveis. Em princípio qualquer teoria deve ser invariante sob a simetria de Lorentz do observador, incluindo aquelas com violação de Lorentz, uma vez que uma mudança nas coordenadas não pode afetar a física. Esta invariância é implementada em teorias de campo escrevendo uma Lagrangeana escalar, com os índices de espaço-tempo devidamente contraídos. Uma quebra da simetria de Lorentz da partícula é inserida na teoria quando a mesma inclui campos fixos do SME que preenchem o universo.

## A construção do SME
O SME pode ser exprimido como uma Lagrangeana com vários termos. Cada termo que viola a simetria de Lorentz é um escalar sob as transformações de Lorentz do observador construído por contração de operadores de campo padrão com coeficientes de controle chamados coeficientes de violação de Lorentz. Notar que estes não são parâmetros da teoria, uma vez que podem, em princípio, ser medidos experimentalmente. Estes coeficientes serão pequenos devido à supressão pela escala de Planck, pelo que o uso de métodos perturbativos é apropriado. Nalguns casos, os mecanismos de supressão podem “mascarar” outras grandes violações de Lorentz. Por exemplo, grandes violações que possam existir em gravidade podem não ter sido detectadas até agora por causa de acoplamentos com campos gravitacionais fracos.
Estabilidade e causalidade da teoria têm sido estudadas em detalhe.

## Quebra espontânea de simetria de Lorentz
Em teoria do campo, há duas maneiras possíveis de implementar a quebra de uma simetria: explícita e espontânea. Um resultado fundamental na teoria da violação de Lorentz, publicado por Kostelecký em 2004, é que a violação de Lorentz explícita leva à incompatibilidade das identidades de Bianchi com as leis de conservação covariantes para os tensores de energia-momento e da densidade do spin, enquanto a quebra espontânea da simetria de Lorentz evita esta dificuldade. Este teorema exige que qualquer quebra de simetria de Lorentz seja dinâmica. Estudos sobre as possíveis causas da quebra da simetria de Lorentz incluem investigações sobre a os modos de Nambu-Goldstone, os quais são esperados em qualquer quebra espontânea de uma simetria pelo teorema de Goldstone. Estes modos podem ser identificados com o fotão,
o gravitão, interações dependentes do spin,
e interações independentes do spin.

## Investigações experimentais
Os sinais possíveis de violação da simetria de Lorentz em qualquer experiência podem ser calculados a partir do SME. Por isto, o SME tem-se mostrado uma ferramenta notável na pesquisa de violação da simetria de Lorentz. Até agora, os resultados experimentais têm assumido a forma de limites superiores nos coeficientes do SME. Dado que os resultados serão numericamente diferentes para diferentes referenciais inerciais, o modelo padrão adotado para a apresentação dos resultados é o referencial centrado no Sol. Este referencial é uma escolha prática e conveniente, uma vez que é acessível e de inércia numa escala de tempo de centenas de anos.
Experiências típicas procuram acoplamentos entre os campos de fundo e várias propriedades das partículas que neles evoluem e interagem, tais como o spin, ou a direção de propagação. Sinais inequivocos de violação de Lorentz podem surgir em experiências na Terra, porque estas inevitavelmente fazem movimentos de rotação relativamente ao referencial centrado no Sol. Estes movimentos levam a variações anuais e siderais dos acoplamentos com os coeficientes do SME. Uma vez que o movimento de translação da Terra em torno do Sol não é relativista, as variações anuais são tipicamente suprimidas por um factor 10 -4. Isso faz com que as variações siderais sejam os efeitos dependentes do tempo dominantes em dados experimentais.
Medições de coeficientes do SME foram feitas em experiências envolvendo:
- Birrefringência e dispersão de fontes cosmológicas
- Comparação de relógios
- Polarização CMB
- Aceleradores
- Cavidades de ressonância eletromagnética
- Princípio da equivalência
- Partículas de gauge e de Higgs
- Observações astrofísicas de alta energia
- Testes laboratoriais e gravimétricos de gravidade
- Interferometria de matéria
- oscilações de neutrinos
- Oscilações e decaimentos de mesões K, B e D
- comparações partícula-antipartícula
- Gravitação pós-Newtoniana no sistema solar e além
- partículas de segunda e terceira generação
- missões baseadas no espaço
- espectroscopia de hidrogénio e antihidrogénio
- matéria spin-polarizada

Todos os resultados experimentais para os coeficientes SME estão tabelados nas tabelas de dados de violação de Lorentz e CPT.

## Artigos de divulgação acerca do SME
- The Search for Relativity Violations by Alan Kostelecky, September 2004, Scientific American Magazine.
- Breaking Lorentz symmetry, Physics World, Mar 10, 2004.
- Fabric of the final frontier by Neil Russell, New Scientist Magazine issue 2408, 16 August 2003.
- New Ways Suggested to Probe Lorentz Violation, American Physical Society News, June 2008.
- Is Special Relativity Wrong? by Phil Schewe and Ben Stein, AIP Physics News Update Number 712 #1, December 13, 2004.
- Quantum gravity: Back to the future, Nature 427, 482-484 (5 February 2004).
- Catching relativity violations with atoms by Quentin G. Bailey, APS Viewpoint, Physics 2, 58 (2009).
- Lorentz symmetry stays intact, Physics World, Feb 25, 2003.
- Unification could be ripe for the picking, Physics World, Jan 13, 2009.
- Special Relativity Reconsidered by Adrian Cho, Science, Vol. 307. no. 5711, p. 866, 11 February 2005.
- Lorentz Violations? Not Yet by Phil Schewe, James Riordon, and Ben Stein, Number 623 #2, February 5,2003.
- Michelson–Morley experiment is best yet by Hamish Johnston, Physics World, Sep 14, 2009.
- Time Slows When You're on the Fly by Elizabeth Quill, Science, November 13, 2007.
- Neutrinos: The key to a theory of everything by Marcus Chown, New Scientist Magazine issue 2615, 01 August 2007.
- Has time run out on Einstein's theory?, CNN, June 5, 2002.
- Was Einstein Wrong? Space Station Research May Find Out, JPL News, May 29, 2002.
- Relativity: Testing times in space, Nature 416, 803-804, (25 April 2002).
- IU Physicist offers foundation for uprooting a hallowed principle of physics, Indiana University News Room, January 5, 2009.
- Einstein's relativity survives neutrino test, Indiana University News Room, October 15, 2008.
- Antimatter and matter may have different properties, Indiana University News Room.
- Relativity violations may make light by Francis Reddy, Astronomy Magazine, June 21, 2005.
- Peering Over Einstein's Shoulders by J.R. Minkel, Scientific American Magazine, June 24, 2002.